# Álmosd
Álmosd (vyslovováno [álmošd], rumunsky Almoșd) je velká vesnice v Maďarsku v župě Hajdú-Bihar, spadající pod okres Nyíradony, těsně u hranic s Rumunskem. Nachází se asi 6 km severovýchodně od Létavértesu. V roce 2015 zde žilo 1 653 obyvatel. Podle údajů z roku 2001 zde bylo 99 % obyvatel maďarské a 1 % romské národnosti.
Sousedními vesnicemi jsou Bagamér, Kokad a rumunský Diosig, sousedními městy Létavértes a rumunské Săcueni.